# Litløya
Litløya est une petite île appartenant à la commune de Bø i Vesterålen, dans l'archipel de Vesterålen (Comté de Nordland).

## Histoire
Des traces d'habitation de l'âge du fer ont été attestées en 2010, ainsi que des tombes, dont l'une pourrait contenir un bateau.
Entre le Moyen Âge et le XXe siècle, l'île fut en premier lieu une base avancée pour la pêche de la morue en janvier et en avril, le flétan au printemps, le lieu noir en été et le hareng. Ainsi, 71 habitants permanents ont été recensés en 1865. Mais pour la saison 1895, jusqu'à 875 pêcheurs furent enregistrés à Litløya et Gaukværøya, l'île voisine, ce qui montre l'attractivité de ces îles pour les habitants de la région. 

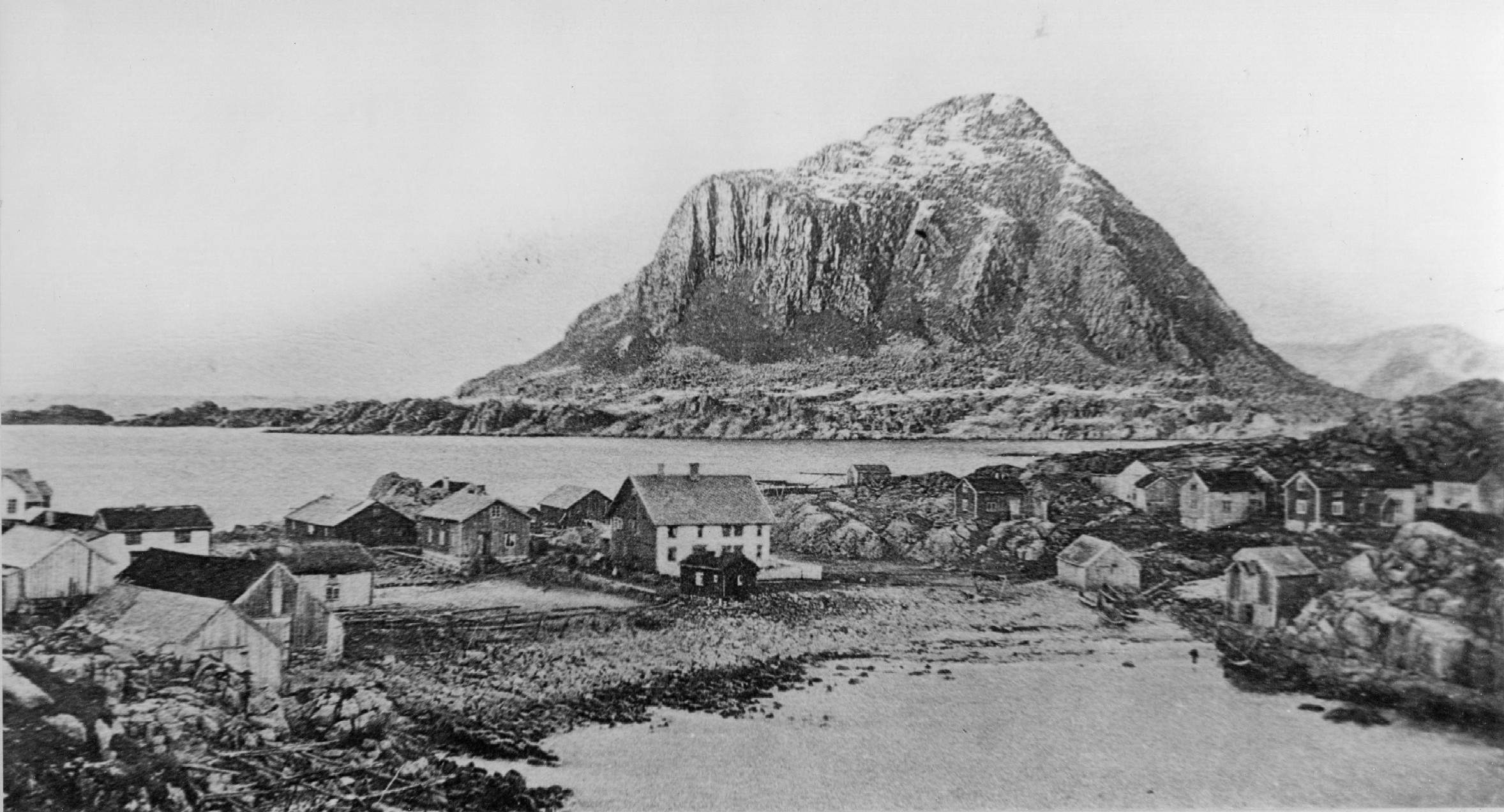
Village de Tarvågen au début du XXe siècle

L'île devint alors un important centre commercial pour tout l'archipel de Vesterålen. Elle a notamment bénéficié du commerce avec les Pomors, qui échangeaient des céréales contre les produits de la pêche locale jusqu'au début du XXe siècle. Le phare de Litløy, mis en service en 1912, est à cette période habité par deux gardiens, leurs familles et un assistant.
Cependant, en 1930, la population de l'île n'était plus que de 14 habitants: les conditions de vie restaient difficiles pour les "fermiers-pêcheurs" et leurs familles, le foin poussant sur les plateaux de l'île suffisait à peine à nourrir quelques bêtes et le seul combustible pour le chauffage (la tourbe) devait être apporté par bateau. Gaukværøya disposait alors d'une petite église, d'une école et d'un bureau de poste relié au réseau téléphonique. Mais le plus important changement fut induit par la motorisation des bateaux: leur taille croissante et les nouvelles techniques de conservation limitèrent l'intérêt d'un petit port au plus près des zones de pêche.
Dans les années 1950, la population de la région bénéficia de l'électricité, de l'eau courante et des moyens de communications modernes sur la grande île voisine de Langøya. Beaucoup d'habitants choisirent de quitter l'île pour bénéficier de ce confort. Ceux qui firent le choix de rester se virent finalement offrir des aides publiques pour s'installer sur Langøya, plus économiques pour la collectivité que les investissements requis pour construire ces réseaux. Les maisons du village de Tarvågen ont donc été en grande partie démontées, pour réutiliser les matériaux de construction ailleurs.
Dans la seconde moitié du XXe siècle, l'île n'était donc habitée que par les gardiens du phare de Litløy, qui y assuraient des rotations, leurs familles résidant sur Langøya. En 2003, le phare ayant été automatisé et les tâches de surveillance et d'entretien ne justifiant plus leur présence quotidienne, les gardiens quittèrent l'île à leur tour.
En 2006, l'administration des côtes norvégiennes céda le phare et les bâtiments attenants à Ellen Marie Hansteensen, au terme d'un appel à projets. Depuis, elle est la seule résidente permanente et aménage avec l'aide de volontaires des chambres d'hôtes pour accueillir le public sur l'île.

## Géographie
Le relief est composé de plusieurs sommets sur différents plateaux, dont l'un culmine à 103m, mais les abords du rivage sont généralement peu élevés. La grotte de Trollhola ("grotte des trolls") atteint 40m de profondeur et est accessible avec une simple torche.
L'accès est facilité par une baie offrant un abri naturel au Sud-Ouest de l'île, ainsi que par une plage et une crique à Tarvågen. Un quai et trois constructions (dont le phare) sont encore utilisés, et des escaliers et des sentiers permettent de se déplacer à pied.

## Faune et flore

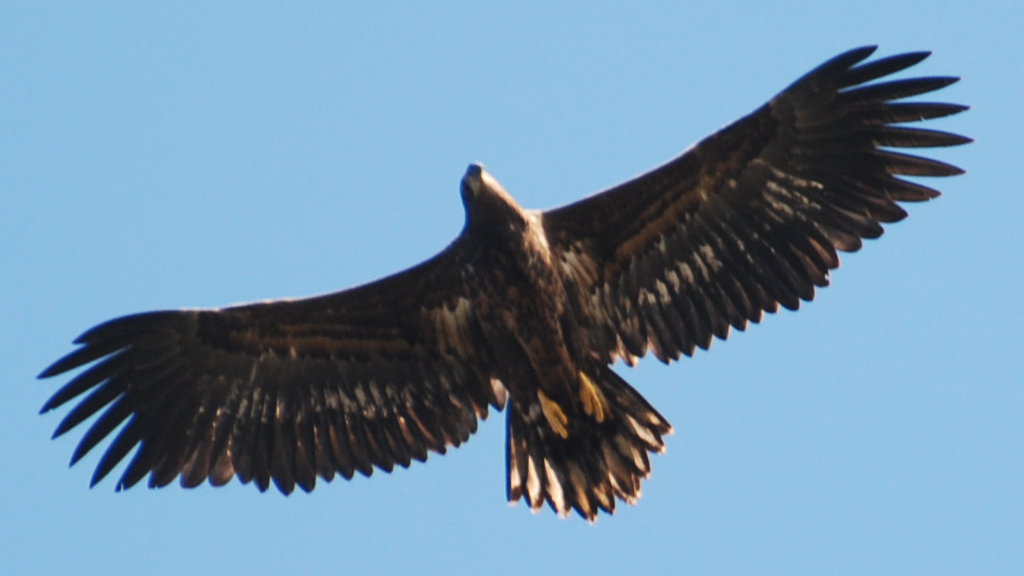
Pygargue à queue blanche à Litløya

L'île est habitée par des visons et des loutres, ainsi que par des aigles de mer, des goëlands marins et des corbeaux. On peut également voir du rivage des phoques, des orques et des rorquals.
La végétation, soumise aux épreuves du climat, est notamment constituée de bruyères et d'orpin rose, mais aussi d'arbustes donnant des baies sauvages comme les plaquebières. Quelques arbres poussent dans les endroits les plus abrités, mais restent de petite taille.